# 楚金玲
楚金玲（1984年7月29日—），辽宁大连人，前中國女子排球運動員及中國國家女子排球隊成員，司職接应或主攻手。

## 生平
2002年，身高1米90的楚金玲憑藉凶悍的跳发球、四号位平拉开技能，以及凌厉的后排进攻，成为该赛季全国女排联赛最瞩目的新秀，並於2003年被中国女排主教练陈忠和選中，开始代表国家队出战国际赛。
楚金玲的挥臂速度迅速，屬於高大型主攻，對陈忠和在四号位的高拉开战术非常适合，她馬上在瑞士女排精英赛中獲首发出场，并助国家队贏得冠军。然而，在国家队备战女子排球世界杯和雅典奥运会的关键时刻，楚金玲的右肩积劳成疾，严重的伤病使她无法进行高强度的训练和比赛，最终遗憾离开国家队。
2005年，楚金玲再次入选国家队，並曾奪得2005年亞洲女子排球錦標賽最有价值球员獎項；可惜由於在主攻位置上处于技术瓶颈，进攻线路、滞空能力和扣球手法方面均未有突破，她再度离开了国家队。
楚金玲在2005年赛季回到辽宁队。由于队中的主攻位置被小將王一梅取代，她被改造为接应二传，同時担當著前排进攻和后排保障的重任。最終，她在該賽季表現出色，并且助辽宁队获得全国女排联赛冠军。然而，随着伤病以及王一梅的崛起，楚金玲成為了国家队的边缘球员，被迫错过2008年北京奥运会。
2009年，楚金玲第三次入选国家队。由於主教练蔡斌將王一梅改为接应，在辽宁队中长期担任接应的楚金玲被迫要回到久违的主攻位置。然而，她在此間的表现遭到质疑，最終在国家队於2009年亞洲女子排球錦標賽失利後，再次退出中国女排。
2012年，27歲的楚金玲意外地第四次入选国家队，並以队中唯一老将的身份，帶領中国女排出戰倫敦奥运会。